# Hodolany
Hodolany (niem. Hodolein) – dzielnica, część miasta Ołomuniec, położona w kraju ołomunieckim, w powiecie Ołomuniec, w Czechach. Znajduje się na wschód od centrum miasta, na przeciwległym, lewym brzegu Morawy.

## Historia
Miejscowość po raz pierwszy wzmiankowana w 1228 roku. Impulsem dla szybkiego rozwoju Hodolan było otwarcie przebiegającej przez nie Kolei Północnej. W dotychczas małej wsi zaczęły powstawać zakłady przemysłowe. Właścicielami większych przedsiębiorstw byli przeważnie Niemcy, natomiast mniejszych Czesi. Miejscowość otrzymała prawa miejskie w 1913 i stała się najważniejszym ośrodkiem czeskiego ruchu narodowego na obrzeżach zdominowanego przez Niemców Ołomuńca. Przyłączenie Hodolan do Ołomuńca nastąpiło w 1919, co również przyczyniło się do przewagi liczebnej Czechów nad Niemcami w granicach powiększonego miasta.